# Abies fanjingshanensis
Abies fanjingshanensis (ялиця фенжинська, кит.: 梵净山冷杉 (fanjingshan lengshan)) — вид ялиць родини соснових.

## Поширення, екологія
Реліктовий вид, що відбуваються тільки у важкодоступних районах на Фенжинській горі (англ. Fanjing Mountain), на північному сході Гуйчжоу, Китай. Локально поширений але багато дерева загинули через вплив кислотних дощів. Населення, за оцінками, налічує близько 17 000 дерев, але число дорослих дерев, ймовірно, менше, ніж 2500 (<10% населення). Висота зростання на 2100–2300 м. Клімат на цій горі прохолодний і вологий, з коротким літнім сезоном на цій висоті. Мешкає там в змішаному лісі з іншими видами, такими як Tsuga chinensis, Acer flabellatum, Rhododendron hypoglaucum, Enkiartnus chinensis і Prunus serrulata.

## Морфологія
Дерево до 20 м у висоту і 65 см діаметра. Кора темно-сіра. Листки лінійні, верхівки тупі, розмір 1–4.3 см × 2–3 мм. Насіннєві шишки пурпурно-коричневі, дозрівши, темно-коричневі, циліндричні, розміром 5–6 × ≈ 4 см. Насіння злегка притиснуті, вузько яйцеподібні, ≈ 8 мм; крила широко клиноподібні, ≈ 7 мм.

## Використання
Цей вид, наскільки відомо не експлуатується.

## Загрози та охорона
Гора Фенжин має лісовий заповідник, який включає цей вид. Населення знаходиться в стані занепаду протягом деякого часу через вплив кислотних дощів, імовірно пов'язаних із забрудненням повітря. Проблема кислотних дощів триває. Є ботанічний сад в провінції Гуйчжоу, де вирощують цей вид.